# 姜江
姜江（1965年5月—），男，辽宁人，中华人民共和国外交官员。曾任驻黎巴嫩特命全权大使，中华人民共和国外交部翻译室主任等职。

## 生平
1986年大学毕业后进入外交部，先后在外交部翻译室、中共中央外事办、常驻联合国代表团、外交部新闻司工作，并曾在全国政协外事局挂职。
2006年至2009年度被评为外交部优秀党务工作者。
2008年4月，任外交部翻译室主任，承担重要对外文稿的笔译定稿及青年外交翻译培养等工作。2013年4月22日至2016年5月，任中华人民共和国驻黎巴嫩共和国特命全权大使。2016年7月至2020年11月，任中华人民共和国驻马耳他特命全权大使。